# Konwergencja (medycyna)
Konwergencja – jednoczesny ruch gałek ocznych ku linii pośrodkowej przedniej (łac. linea mediana anterior) dzięki skurczowi mięśni prostych przyśrodkowych oczu, unerwionych przez III nerw czaszkowy.
Zjawisko to występuje przy zbliżaniu obiektu (np. palca) do okolic czubka nosa.
Informacja o konwergencji, wysyłana do mózgu z mięśni oka, przydatna jest w percepcji głębi (im bliżej znajduje się obiekt, tym większy jest kąt konwergencji) – jednak tylko na odległość ok. 3 metrów. Przy większych odległościach różnice kątowe są za małe do wykrycia, ponieważ kiedy skupiamy wzrok na odległym obiekcie, oczy ustawione są prawie równolegle.